# Serenade (Halvorsen)
Serenade opus 33 is een compositie van de Noorse componist Johan Halvorsen.
Ter gelegenheid van het 25-jarig jubileum van actrice Johanne Dybwad werd in het Nationaltheatret in Oslo opvoeringen gegeven van William Shakespeares As You Like It (officiële Noorse vertaling: Som dere vil ha det). Dybwad speelde de rol van Rosalinde. Het werd uitgevoerd in een bewerking van Herman Wildenvey onder de titel Livet i skogen (Leven in het bos). Voor die serie van meer dan 40 voorstellingen schreef de componist Halvorsen zelf muziek. Die muziek bestond uit een inleiding (indledning), een entreact, een serenade en I Ardennerskoven, een pastorale. Van die muziek kreeg alleen de serenade het opusnummer, in dit geval 33; de rest verdween in de archieven.  Het toevoegen van het opusnummer, een zeldzaamheid in het oeuvre van Halvorsen, kon niet voorkomen dat het werk in de vergetelheid raakte.
Halvorsen schreef de serenade voor
- 2 dwarsfluiten, 1 hobo, 2 klarinetten, 2 fagotten
- 1 harp
- violen, altviolen, celli, contrabassen